# Карлі Ллойд
Карлі Ллойд  (англ. Carli Lloyd; нар. 16 липня 1982) — американська футболістка, дворазова олімпійська чемпіонка, чемпіонка світу і Гравець року ФІФА (2015), Найкраща футболістка світу 2016 року за версією ФІФА, нагороджена на Параді зірок ФІФА.

## Виступи на Олімпіадах
| Олімпіада   | Дисципліна | Місце |
| ----------- | ---------- | ----- |
| Пекін 2008  | футбол     | 1     |
| Лондон 2012 | футбол     | 1     |

## Титули і досягнення

### Індивідуальні
- Найцінніший гравець Кубку Алгарве: 2007[1]
- Футболістка року у США: 2008[2]
- Потрапляння у список гравців року ФІФА: 2012,[3] 2015[4]
- Номінантка нагороди імені Ференца Пушкаша: 2015[5]
- Гравець тижня НВСЛ: липень 2013,[6] липень 2014[7]
- Гравець місяця НВСЛ: липень 2015[8]
- Золотий м'яч найкращому гравцю чемпіонату світу: 2015
- Срібна бутса чемпіонату світу: 2015
- Women's Sports Foundation Спортсменка року у командних видах спорту: 2015[9]
- Номінантка на звання спортсмен року за версією Sports Illustrated: 2015[10]
- Найкращий плеймейкер року за версією IFFHS: 2015[11]
- Гравець року ФІФА: 2015[12]

### Командні
США
- Золота медаль Олімпійських ігор: 2008, 2012[13]
- Чемпіонка світу: 2015[14]
Срібна призерка: 2011[15]